# زنده‌گرد

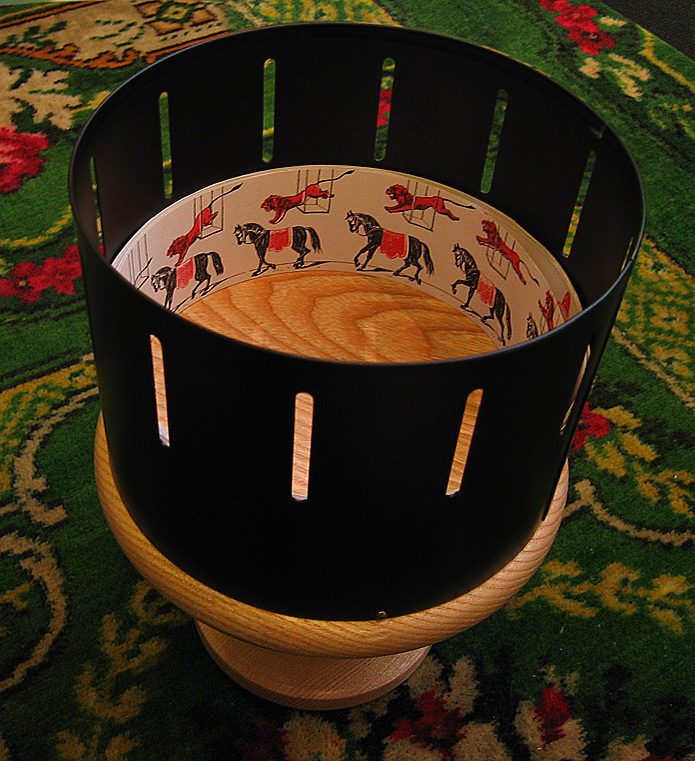
زنده‌گرد

زنده‌گَرد یا زوتروپ (zoetrope) وسیله‌ای است که با تکیه بر ویژگی پایداری و پیوستگی دید، با یک رشته نقاشی روی نوار کاغذی پیچیده شده دور استوانه‌ای دوار، توهم حرکت ایجاد می‌کند. بیننده از خلال شکاف‌های موجود در استوانه که رو به روی نقاشی‌ها تعبیه شده بود، به اشکال نگاه می‌کرد.
این وسیله در سالهای ۱۸۳۴، ۱۸۵۰ و ۱۸۶۰ میلادی ساخته شد. گویا برای نخستین بار و در سال ۱۸۳۴ ویلیام هورنر از این نام استفاده کرده، البته در بعضی نوشته‌ها این نامگذاری به پیر جانس نسبت داده شده‌است. اما چیزی که به قطع روشن است آن است که زوتروپ حاصل تکامل فناکیستوسکوپ است.
زنده‌گرد گردونه‌ای تصویری است که از عمده‌ترین و در عین حال ساده‌ترین متحرک‌سازها به‌شمار می‌آید. اساس این دستگاه از یک استوانه روزنه‌دار، یک دسته که در سوراخ مرکزی استوانه فرومی‌رود و یک رشتهٔ باریک کاغذ نقاشی شده تشکیل شده‌است. این رشتهٔ کاغذ در استوانه‌ای به قطر ۲۱ سانتی‌متر که باید ۶۸ سانتی‌متر درازا داشته باشد  و نمایانگر یک کمان حرکتی باشد قرار دارد که تصاویر پس از جای‌گیری درون استوانه و به چرخ درآوردن آن متحرک می‌گردند. اضافه کردن یک قطعه در مرکز استوانه به نحوی که در شیار دستهٔ نگهدارنده فرورود و ثابت باقی بماند و دارای یک روزنه کوچک نیز باشد، سبب خواهد شد که فقط تصویر متحرک شده مشاهده شود.